# Liste der denkmalgeschützten Objekte in Kláštor pod Znievom
Die Liste der denkmalgeschützten Objekte in Kláštor pod Znievom enthält die 46 nach slowakischen Denkmalschutzvorschriften geschützten Objekte in der Gemeinde Kláštor pod Znievom im Okres Martin.

## Denkmäler
| Foto |                 | Denkmal / č. ÚZPF                                              | Standort / Konskr. Nr.                                            | Offizielle Beschreibung                           | Beschreibung                                             | Metadaten                                                                  |
| ---- | --------------- | -------------------------------------------------------------- | ----------------------------------------------------------------- | ------------------------------------------------- | -------------------------------------------------------- | -------------------------------------------------------------------------- |
| ja   | Datei hochladen | Kalvarienbergkapelle(sk) ObjektID: 506-563/1                   | Standort KG: Kláštor pod Znievom Konskr.Nr.:                      | r.k.sv.Kríža                                      | römisch-katholische Kapelle Heiliges Kreuz               | č. NKP: 506-563/1 Stand des NKP: 2012-02-08 Name: KAPLNKA KALVÁRSKA        |
| ja   | Datei hochladen | Befestigungsmauer mit Toren(sk) ObjektID: 506-563/2            | Standort KG: Kláštor pod Znievom Konskr.Nr.:                      | murovaný;3 brány,6 kaplniek Kríž.cesty            | 3 Tore, 6 Kapellen                                       | č. NKP: 506-563/2 Stand des NKP: 2012-02-08 Name: MÚR OHRADNÝ S BRÁNAMI    |
| BW   | Datei hochladen | Kreuzwegkapelle(sk) ObjektID: 506-563/3                        | Standort KG: Kláštor pod Znievom Konskr.Nr.:                      | 9.zastavenie;3.pád Krista pod krížom              | 9. Station, 3. Sturz Jesu unterm Kreuz                   | č. NKP: 506-563/3 Stand des NKP: 2012-02-08 Name: KAPLNKA KRÍŽOVEJ CESTY   |
| BW   | Datei hochladen | Kreuzwegkapelle(sk) ObjektID: 506-563/4                        | Standort KG: Kláštor pod Znievom Konskr.Nr.:                      | 10.zastavenie;Vyzliekanie Krista                  | 10. Station, Entkleiden Christi                          | č. NKP: 506-563/4 Stand des NKP: 2012-02-08 Name: KAPLNKA KRÍŽOVEJ CESTY   |
| BW   | Datei hochladen | Kreuzwegkapelle(sk) ObjektID: 506-563/5                        | Standort KG: Kláštor pod Znievom Konskr.Nr.:                      | 11.zastavenie;Pribíjanie Krista na kríž           | 11. Station, Anheften Jesu ans Kreuz                     | č. NKP: 506-563/5 Stand des NKP: 2012-02-08 Name: KAPLNKA KRÍŽOVEJ CESTY   |
| BW   | Datei hochladen | Kreuzwegkapelle(sk) ObjektID: 506-563/6                        | Standort KG: Kláštor pod Znievom Konskr.Nr.:                      | 12.zastavenie;Ukrižovanie Krista                  | 12. Station, Kreuzigung Christi                          | č. NKP: 506-563/6 Stand des NKP: 2012-02-08 Name: KAPLNKA KRÍŽOVEJ CESTY   |
| BW   | Datei hochladen | Kreuzwegkapelle(sk) ObjektID: 506-563/7                        | Standort KG: Kláštor pod Znievom Konskr.Nr.:                      | 13.zastavenie;Snímanie Krista z kríža             | 13. Station, Abnahme Jesu vom Kreuz                      | č. NKP: 506-563/7 Stand des NKP: 2012-02-08 Name: KAPLNKA KRÍŽOVEJ CESTY   |
| BW   | Datei hochladen | Kreuzwegkapelle(sk) ObjektID: 506-563/8                        | Standort KG: Kláštor pod Znievom Konskr.Nr.:                      | 14.zastavenie;Ukladanie Krista do hrobu           | 14. Station, Grablegung Jesu                             | č. NKP: 506-563/8 Stand des NKP: 2012-02-08 Name: KAPLNKA KRÍŽOVEJ CESTY   |
|      | Datei hochladen | Grabdenkmal mit Statue(sk) ObjektID: 506-565/1                 | KG: Kláštor pod Znievom Konskr.Nr.:                               | pieskovec;Mathias Tocsek Pascery                  | des Mathias Tocsek Pascery, Sandstein                    | č. NKP: 506-565/1 Stand des NKP: 2012-02-08 Name: NÁHROBNÍK SO SOCHOU ŽENY |
|      | Datei hochladen | Grabstein mit Kreuz(sk) ObjektID: 506-565/2                    | KG: Kláštor pod Znievom Konskr.Nr.:                               | pieskovec;Mária Tocsegh                           | der Mária Tocsegh, Sandstein                             | č. NKP: 506-565/2 Stand des NKP: 2012-02-08 Name: NÁHROBNÍK S KRÍŽOM       |
|      | Datei hochladen | Grabstein mit Kreuz(sk) ObjektID: 506-565/3                    | KG: Kláštor pod Znievom Konskr.Nr.:                               | pieskovec;Ana Tocsegh                             | der Ana Tocsegh, Sandstein                               | č. NKP: 506-565/3 Stand des NKP: 2012-02-08 Name: NÁHROBNÍK S KRÍŽOM       |
|      | Datei hochladen | Grabstein mit Kreuz(sk) ObjektID: 506-565/4                    | KG: Kláštor pod Znievom Konskr.Nr.:                               | pieskovec;Tocsek Mátyás (Matej)                   | des Mátyás (Matej) Tocsek, Sandstein                     | č. NKP: 506-565/4 Stand des NKP: 2012-02-08 Name: NÁHROBNÍK S KRÍŽOM       |
|      | Datei hochladen | Grabstein mit Kreuz(sk) ObjektID: 506-565/5                    | KG: Kláštor pod Znievom Konskr.Nr.:                               | pieskovec;Tocsek Rezsö                            | des Rezsö Tocsek, Sandstein                              | č. NKP: 506-565/5 Stand des NKP: 2012-02-08 Name: NÁHROBNÍK S KRÍŽOM       |
| ja   | Datei hochladen | Wehrturm(sk) ObjektID: 506-554/1                               | KG: Kláštor pod Znievom Konskr.Nr.:                               | hradné jadro;Starý hrad,Znievsky hrad             | Kernschloss, altes Schloss, Schloss Znievska             | č. NKP: 506-554/1 Stand des NKP: 2012-02-08 Name: VEŽA OBYTNÁ              |
|      | Datei hochladen | Befestigungsmauer 1(sk) ObjektID: 506-554/2                    | KG: Kláštor pod Znievom Konskr.Nr.:                               | hradné jadro                                      | Kernschloss                                              | č. NKP: 506-554/2 Stand des NKP: 2012-02-08 Name: MÚR HRADBOVÝ I.          |
|      | Datei hochladen | Burghof 1(sk) ObjektID: 506-554/3                              | KG: Kláštor pod Znievom Konskr.Nr.:                               | hradné jadro                                      | Kernschloss                                              | č. NKP: 506-554/3 Stand des NKP: 2012-02-08 Name: NÁDVORIE HRADNÉ I.       |
|      | Datei hochladen | Graben 1(sk) ObjektID: 506-554/4                               | KG: Kláštor pod Znievom Konskr.Nr.:                               | hradné jadro                                      | Kernschloss                                              | č. NKP: 506-554/4 Stand des NKP: 2012-02-08 Name: PRIEKOPA ŠIJOVÁ I.       |
| ja   | Datei hochladen | Burgpalast(sk) ObjektID: 506-554/5                             | Standort KG: Kláštor pod Znievom Konskr.Nr.:                      | predhradie;nový hrad                              | Neues Schloss, Wehr                                      | č. NKP: 506-554/5 Stand des NKP: 2012-02-08 Name: PALÁC HRADNÝ             |
|      | Datei hochladen | Burgmauer 2(sk) ObjektID: 506-554/6                            | KG: Kláštor pod Znievom Konskr.Nr.:                               | predhradie                                        | Wehr                                                     | č. NKP: 506-554/6 Stand des NKP: 2012-02-08 Name: MÚR HRADBOVÝ II.         |
|      | Datei hochladen | Burghof 2(sk) ObjektID: 506-554/7                              | KG: Kláštor pod Znievom Konskr.Nr.:                               | predhradie                                        | Wehr                                                     | č. NKP: 506-554/7 Stand des NKP: 2012-02-08 Name: NÁDVORIE HRADNÉ II.      |
|      | Datei hochladen | Graben 2(sk) ObjektID: 506-554/8                               | KG: Kláštor pod Znievom Konskr.Nr.:                               | predhradie;priekopa                               | Wehr                                                     | č. NKP: 506-554/8 Stand des NKP: 2012-02-08 Name: PRIEKOPA II.             |
|      | Datei hochladen | Säulenarchitektur(sk) ObjektID: 506-2184/1                     | KG: Kláštor pod Znievom Konskr.Nr.:                               | pilier s podstavcom                               | Säule mit Standfuß                                       | č. NKP: 506-2184/1 Stand des NKP: 2012-02-08 Name: ARCHITEKTÚRA PILIERU    |
|      | Datei hochladen | Kreuz mit Korpus(sk) ObjektID: 506-2184/2                      | KG: Kláštor pod Znievom Konskr.Nr.:                               | Ukrižovaný Kristus;socha Krista na kríži          | Jesus am Kreuz                                           | č. NKP: 506-2184/2 Stand des NKP: 2012-02-08 Name: KRÍŽ S KORPUSOM         |
|      | Datei hochladen | Statue(sk) ObjektID: 506-2184/3                                | KG: Kláštor pod Znievom Konskr.Nr.:                               | Panna Mária;socha Panny Márie                     | Jungfrau Maria                                           | č. NKP: 506-2184/3 Stand des NKP: 2012-02-08 Name: SOCHA                   |
|      | Datei hochladen | Statue(sk) ObjektID: 506-2184/4                                | KG: Kláštor pod Znievom Konskr.Nr.:                               | sv.Ján Evanjelista;socha sv.Jána Evanjelistu      | St. Johannes der Evangelist                              | č. NKP: 506-2184/4 Stand des NKP: 2012-02-08 Name: SOCHA                   |
|      | Datei hochladen | Kreuz mit Korpus(sk) ObjektID: 506-11537/0                     | Čulena M. ul. KG: Kláštor pod Znievom Konskr.Nr.:                 | drevený,Ukrižovaný Kristu;socha Krista na kríži   | Jesus am Kreuz                                           | č. NKP: 506-11537/0 Stand des NKP: 2012-02-08 Name: KRÍŽ S KORPUSOM        |
|      | Datei hochladen | Pfarrhof(sk) ObjektID: 506-556/1                               | Čulenova ul. 111 KG: Kláštor pod Znievom Konskr.Nr.: 111          | r.k.;rímskokatolícka fara                         | römisch-katholische Pfarrei                              | č. NKP: 506-556/1 Stand des NKP: 2012-02-08 Name: FARA                     |
|      | Datei hochladen | Tor(sk) ObjektID: 506-556/2                                    | Čulenova ul. 111 KG: Kláštor pod Znievom Konskr.Nr.: 111          | murovaná;hlavná vstupná brána                     | Haupttor                                                 | č. NKP: 506-556/2 Stand des NKP: 2012-02-08 Name: BRÁNA                    |
| BW   | Datei hochladen | Gedenkgymnasium(sk) ObjektID: 506-562/1                        | Čulenova ul. 116 Standort KG: Kláštor pod Znievom Konskr.Nr.: 116 | solitér,chodbový;kláštorné gymnázium              | Klosterschule                                            | č. NKP: 506-562/1 Stand des NKP: 2012-02-08 Name: GYMNÁZIUM PAMÄTNÉ        |
| BW   | Datei hochladen | Gedenktafel(sk) ObjektID: 506-562/2                            | Čulenova ul. 116 Standort KG: Kláštor pod Znievom Konskr.Nr.: 116 | Čulen Martin;1823-94 kňaz,pedag.publicista        | für den Lehrer, Priester und Schriftsteller Martin Čulen | č. NKP: 506-562/2 Stand des NKP: 2012-02-08 Name: TABUĽA PAMÄTNÁ           |
| ja   | Datei hochladen | Prämonstratenserkonvent(sk) ObjektID: 506-557/1                | Gymnaziálna ul. Standort KG: Kláštor pod Znievom Konskr.Nr.: 162  | premonštrátsky konvent                            |                                                          | č. NKP: 506-557/1 Stand des NKP: 2012-02-08 Name: KONVENT PREMONŠTRÁTOV    |
| ja   | Datei hochladen | Kirche(sk) ObjektID: 506-557/2                                 | Gymnaziálna ul. Standort KG: Kláštor pod Znievom Konskr.Nr.: 162  | r.k.Nanebovzatia P.M.;kláštorný,prepoštský kostol | römisch-katholische Propsteikirche Mariä Himmelfahrt     | č. NKP: 506-557/2 Stand des NKP: 2012-02-08 Name: KOSTOL                   |
|      | Datei hochladen | Allee(sk) ObjektID: 506-557/3                                  | Gymnaziálna ul. KG: Kláštor pod Znievom Konskr.Nr.:               | lipová                                            | Lindenallee                                              | č. NKP: 506-557/3 Stand des NKP: 2012-02-08 Name: ALEJA                    |
|      | Datei hochladen | Wirtschaftsgebäude(sk) ObjektID: 506-557/4                     | Gymnaziálna ul. KG: Kláštor pod Znievom Konskr.Nr.:               | murovaná;Charitný domov                           | Wohltätigkeitshaus                                       | č. NKP: 506-557/4 Stand des NKP: 2012-02-08 Name: STAVBA HOSPODÁRSKA       |
|      | Datei hochladen | Getreidespeicher(sk) ObjektID: 506-557/5                       | Gymnaziálna ul. KG: Kláštor pod Znievom Konskr.Nr.:               | murovaná;sklady                                   |                                                          | č. NKP: 506-557/5 Stand des NKP: 2012-02-08 Name: SÝPKA                    |
| BW   | Datei hochladen | Garten(sk) ObjektID: 506-557/6                                 | Gymnaziálna ul. Standort KG: Kláštor pod Znievom Konskr.Nr.:      | kláštorná záhrada                                 | Klostergarten                                            | č. NKP: 506-557/6 Stand des NKP: 2012-02-08 Name: ZÁHRADA                  |
|      | Datei hochladen | Befestigung mit Tor(sk) ObjektID: 506-557/7                    | Gymnaziálna ul. KG: Kláštor pod Znievom Konskr.Nr.:               | murované+drevené;fragment pôvodného oplotenia     | Fragment der ursprünglichen Einzäunung                   | č. NKP: 506-557/7 Stand des NKP: 2012-02-08 Name: OPLOTENIE S BRÁNOU       |
|      | Datei hochladen | Sockel(sk) ObjektID: 506-564/1                                 | Moyzesa A. ul. 0 KG: Kláštor pod Znievom Konskr.Nr.:              | štvorboký,kamenný                                 |                                                          | č. NKP: 506-564/1 Stand des NKP: 2012-02-08 Name: PODSTAVEC                |
| ja   | Datei hochladen | Statue(sk) ObjektID: 506-564/2                                 | Moyzesa A. ul. 0 Standort KG: Kláštor pod Znievom Konskr.Nr.:     | sv.Florián;socha sv.Floriána                      | St. Florian                                              | č. NKP: 506-564/2 Stand des NKP: 2012-02-08 Name: SOCHA                    |
|      | Datei hochladen | Schule(sk) ObjektID: 506-561/0                                 | Moyzesa A. ul. 2 KG: Kláštor pod Znievom Konskr.Nr.: 109          | solitér                                           |                                                          | č. NKP: 506-561/0 Stand des NKP: 2012-02-08 Name: ŠKOLA                    |
| ja   | Datei hochladen | Gymnasium(sk) ObjektID: 506-10005/0                            | Moyzesa A. ul. 39 Standort KG: Kláštor pod Znievom Konskr.Nr.: 39 | 1.slovenské katolícke;1.slov.patronát.gymnázium   | Erstes katholisches Gymnasium in der Slowakei            | č. NKP: 506-10005/0 Stand des NKP: 2012-02-08 Name: GYMNÁZIUM PAMÄTNÉ      |
| BW   | Datei hochladen | Gebäude in regionaltypischem Baustil 1(sk) ObjektID: 506-559/1 | Moyzesa A. ul. 47 Standort KG: Kláštor pod Znievom Konskr.Nr.: 47 | murovaný                                          |                                                          | č. NKP: 506-559/1 Stand des NKP: 2012-02-08 Name: DOM ĽUDOVÝ I.            |
| BW   | Datei hochladen | Gebäude in regionaltypischem Baustil 2(sk) ObjektID: 506-559/2 | Moyzesa A. ul. 48 Standort KG: Kláštor pod Znievom Konskr.Nr.: 48 | murovaný                                          |                                                          | č. NKP: 506-559/2 Stand des NKP: 2012-02-08 Name: DOM ĽUDOVÝ II.           |
|      | Datei hochladen | Bürgerhaus(sk) ObjektID: 506-560/0                             | Moyzesa A. ul. KG: Kláštor pod Znievom Konskr.Nr.: 57             | prejazdový,radový                                 | Reihenhaus, Passage                                      | č. NKP: 506-560/0 Stand des NKP: 2012-02-08 Name: DOM MEŠTIANSKY           |
| BW   | Datei hochladen | Kirche(sk) ObjektID: 506-555/0                                 | Moyzesova ul. Standort KG: Kláštor pod Znievom Konskr.Nr.: 1      | r.k.sv.Mikuláša;farský kostol                     | römisch-katholische Pfarrkirche St. Nikolaus             | č. NKP: 506-555/0 Stand des NKP: 2012-02-08 Name: KOSTOL                   |
| BW   | Datei hochladen | Landsitz(sk) ObjektID: 506-567/0                               | 528-529 Standort KG: Lazany Konskr.Nr.: 528-529                   | radová,prejazdová                                 | Reihenhaus, Passage                                      | č. NKP: 506-567/0 Stand des NKP: 2012-02-08 Name: KÚRIA                    |

## Legende
Die Tabelle enthält im Einzelnen folgende Informationen:
| Foto:                    | Fotografie des Denkmals. |
| Denkmal / č. ÚZPF:       | Die Übersetzung der Bezeichnung des Denkmals, wie sie vom Slowakischen Denkmalamt (Pamiatkový úrad Slovenskej republiky) verwendet wird. Die Originalbezeichnung ist unter dem Fragezeichen angegeben. Fehlt die Übersetzung, so wird die Originalbezeichnung direkt angezeigt. Weiters ist die Objekt-Identifikationsnummer (Objekt ID) angeführt. Sie ist die offizielle, in der Slowakei eindeutige Nummer č. ÚZPF inklusive der zugehörigen Zählnummer, wie sie in den Daten des Denkmalamtes angegeben wird. Da diese nur innerhalb eines Landkreises gezählt wird, ist dessen Nummer der Denkmalnummer vorangestellt. |
| Standort:                | Wenn in der Liste vorhanden, ist die Adresse angegeben. In Klammern kann sich noch eine zusätzliche Adresse befinden, wenn es beispielsweise ein Eckhaus ist. Bei freistehenden Objekten ohne Adresse (zum Beispiel bei Bildstöcken) ist eine Adresse angegeben, die in der Nähe des Objekts liegt. Durch Aufruf des Links Standort wird die Lage des Denkmals in verschiedenen Kartenprojekten angezeigt. Darunter sind die Katastralgemeinde (KG) und, wenn vorhanden, die Konskriptionsnummer (Konskr. Nr.) angegeben.                                                                                                   |
| Offizielle Beschreibung: | Es ist die Kurzbeschreibung auf Slowakisch, wie sie in den offiziellen Listen angegeben ist, eingetragen. |
| Beschreibung:            | Kurze Angaben zum Denkmal auf Deutsch. |
| Metadaten:               | Zusätzlich werden, wenn in den persönlichen Einstellungen das Helferlein Dauerhaftes Einblenden von Metadaten aktiviert ist, ebensolche angezeigt. |

- Karte mit allen Koordinaten:
- OSM |
- WikiMap